# Сималурский язык
Сималу́рский язык, или язык симёлу́э (сималур. Simeulue, индон. Bahasa Devayan) — австронезийский язык, распространённый в Индонезии, на острове Симёлуэ (Сималур) (у северо-западных берегов Суматры) и расположенных поблизости островах Баби и Банджак. Общее численность носителей языка составляет около 30 000 человек, однако так как именно к северу от острова Симёлуэ (Сималур) был эпицентр землетрясения в Индийском океане в 2004 году, приведший к цунами и многочисленным жертвам на берегах Индийского океана, оценить сейчас численность носителей языка сложно.